# Zakon Rycerzy Jezusa Chrystusa (Langwedocja)

Symbol zakonu

Zakon Rycerzy Jezusa Chrystusa, znany również jako Milicja Jezusa Chrystusa (Militia Jesu Christi) – zakon założony w 1209 roku w Langwedocji we Francji do walki z albigensami. Do założycieli należeli: biskup Fulko z Tuluzy, Szymon z Montfort oraz Dominik Guzmán.
W 1234 roku papież Grzegorz IX nadał mu regułę augustiańską oraz strój zakonny, na który składał się czarny płaszcz oraz biała tunika z symbolem zakonu na lewej piersi. Od początku rycerze znajdowali się pod opieką duchową dominikanów. Po zduszeniu ruchu albigensów przestał istnieć cel, dla którego zakon został powołany. W związku z tym już pod koniec XIII w. bracia-rycerze zostali połączeni  z Zakonem od Pokuty św. Dominika, dając początek Trzeciemu Zakonowi św. Dominika (tercjarze dominikańscy).